# Marie Mstislavna Kyjevská
Marie Mstislavna Kyjevská byla kyjevská velkokněžna.

## Život
Marie Mstislavna se narodila okolo roku 1108 a byla dcerou velkoknížete Mstislava I. Kyjevského a jeho choti Kristýny Ingesdotter Švédské. Měla sestru Ingeborg a dalších devět sourozenců.
V roce 1116 se provdala za prince Vsevoloda II. Kyjevského. Jednalo se o politický sňatek, který měl uhladit nepřátelské vztahy mezi Vsevolodem a jejím otcem. Za vlády svého manžela se proslavila svými diplomatickými schopnostmi a často zprostředkovávala dohody mezi svým manželem a svými bratry. Je považována za jednu ze zakladatelek kláštera sv. Cyrila v Kyjevě.
Zemřela nejspíše mezi lety 1179 a 1181.

## Potomci
Marie Mstislavna porodila svému muži pět dětí:
1. Svatoslav III. Kyjevský
2. Jaroslav II. Vsevolodovich
3. Anna z Černigova provdaná za Ivana Vasilkovicha
4. Zvenislava z Černigova provdaná za Boleslava I. Vysokého
5. dcera provdaná za Vladislava Brněnského